# Finlande aux Jeux olympiques d'été de 2020
La Finlande participe aux Jeux olympiques de 2020 à Tokyo au Japon. Il s'agit de sa 26e participation à des Jeux d'été.

## Athlètes engagés
Le tableau suivant montre les athlètes finlandais dans chaque discipline :
| Sport       | Sport | Hommes                                                                                                | Femmes | Total       |
| ----------- | ----- | --- | --- | ----------- |
| Athlétisme  |       | 9 Etelätalo, Helander, Kinnunen, Kuusela (de), Lakka (en), Ojala (en), Partanen (en), Pulli, Raitanen | 12 Huntington (en), Hurske, Junnila, Korte, Kosonen, Kuivisto (en), Lampela (en), Lehikoinen, Mäkelä, Murto, Salminen (en), Tervo | 21          |
| Badminton   |       | 1 Koljonen                                                                                            | 0 | 1           |
| Boxe        |       | 0 | 1 · Potkonen | 1           |
| Équitation  |       | 1 Ruoste (en)                                                                                         | 0 | 1           |
| Golf        |       | 2 Samooja (en), Välimäki (en)                                                                         | 2 Castren (en), Nuutinen (en) | 4           |
| Lutte       |       | 2 Kuosmanen (en), Savolainen (en)                                                                     | 0 | 2           |
| Natation    |       | 2 · Mattsson , Liukkonen                                                                              | 3 Hulkko, Jallow, Teijonsalo (en)                                                                                                 | 5           |
| Skateboard  |       | 0 | 1 Armanto (en) | 1           |
| Tir         |       | 2 Kallioinen (en), Pesonen (en)                                                                       | 1 Mäkelä-Nummela | 3           |
| Tir à l'arc |       | 1 Vikström (en)                                                                                       | 0 | 1           |
| Voile       |       | 2 Keskinen, Tapper (en),                                                                              | 3 Kurtbay (fi), Petäjä, Tenkanen (en)                                                                                             | 5           |
| Total       | Total | 22 hommes                                                                                             | 23 femmes | 45 athlètes |

## Médaillés
| Sport    | Discipline            | Athlète(s)     | Performance                  | Date       |
| -------- | --------------------- | -------------- | ---------------------------- | ---------- |
| Natation | 200 m brasse masculin | Matti Mattsson | 2 min 7 s 13                 | 29 juillet |
| Boxe     | Poids léger femmes    | Mira Potkonen  | Beatriz Ferreira Défaite 0-5 | 5 août     |

## Résultats

### Athlétisme
| Athlète                  | Épreuve                  | 1er tour        | 1er tour    | Demi-finale      | Demi-finale   | Finale          | Finale        |
| Athlète                  | Épreuve                  | Temps           | Rang        | Temps            | Rang          | Temps           | Rang          |
| ------------------------ | ------------------------ | --------------- | ----------- | ---------------- | ------------- | --------------- | ------------- |
| Elmo Lakka (en)          | 110 m haies              | 13 s 48         | 14e         | 13 s 67          | 20e           | Non qualifié    | Non qualifié  |
| Topi Raitanen            | 3 000 m steeple masculin | 8 min 19 s 17   | 15e         | Non disputé      | Non disputé   | 8 min 17 s 44   | 8e            |
| Jarkko Kinnunen          | 50 km marche             | Non disputé     | Non disputé | Non disputé      | Non disputé   | 4 h 4 min 28 s  | 26e           |
| Aleksi Ojala (en)        | 50 km marche             | Non disputé     | Non disputé | Non disputé      | Non disputé   | 4 h 14 min 2 s  | 38e           |
| Veli-Matti Partanen (en) | 50 km marche             | Non disputé     | Non disputé | Non disputé      | Non disputé   | 3 h 52 min 39 s | 9e            |
| Reetta Hurske            | 100 m haies              | 13 s 10         | 29e         | Non qualifiée    | Non qualifiée | Non qualifiée   | Non qualifiée |
| Annimari Korte           | 100 m haies              | 13 s 06         | 26e         | Non qualifiée    | Non qualifiée | Non qualifiée   | Non qualifiée |
| Viivi Lehikoinen         | 400 m haies féminin      | 55 s 67         | 21e         | Non qualifiée    | Non qualifiée | Non qualifiée   | Non qualifiée |
| Sara Kuivisto (en)       | 800 m féminin            | 2 min 0 s 15 NR | 6e          | 1 min 59 s 41 NR | 9e            | Non qualifiée   | Non qualifiée |
| Sara Kuivisto (en)       | 1 500 m féminin          | 4 min 4 s 10 NR | 11e         | 4 min 2 s 35 NR  | 15e           | Non qualifiée   | Non qualifiée |

| Athlète             | Épreuve                    | Qualification | Qualification | Finale        | Finale        |
| Athlète             | Épreuve                    | Performance   | Rang          | Performance   | Rang          |
| ------------------- | -------------------------- | ------------- | ------------- | ------------- | ------------- |
| Lassi Etelätalo     | Lancer du javelot masculin | 84,50 m       | 5e            | 83,28 m       | 8e            |
| Oliver Helander     | Lancer du javelot masculin | 78,81 m       | 17e           | Non qualifié  | Non qualifié  |
| Toni Kuusela (de)   | Lancer du javelot masculin | 76,96 m       | 26e           | Non qualifié  | Non qualifié  |
| Kristian Pulli      | Saut en longueur masculin  | 7,96 m        | 7e            | 7,92 m        | 9e            |
| Ella Junnila        | Saut en hauteur féminin    | 1,86 m        | 22e           | Non qualifiée | Non qualifiée |
| Silja Kosonen       | Lancer du marteau masculin | 70,49 m       | 14e           | Non qualifiée | Non qualifiée |
| Krista Tervo        | Lancer du marteau masculin | NM            | -             | Non qualifiée | Non qualifiée |
| Elina Lampela (en)  | Saut à la perche masculin  | NM            | -             | Non qualifiée | Non qualifiée |
| Wilma Murto         | Saut à la perche masculin  | 4,55 m        | 8e            | 4,50 m        | 5e            |
| Kristiina Mäkelä    | Triple saut masculin       | 14,21 m       | 12e           | 14,17 m       | 11e           |
| Senni Salminen (en) | Triple saut masculin       | 14,20 m       | 13e           | Non qualifiée | Non qualifiée |

| Athlète               | Épreuve  | 100 H   | SH     | LP      | 200 m   | SL     | LJ      | 800 m         | Total | Rang |
| --------------------- | -------- | ------- | ------ | ------- | ------- | ------ | ------- | ------------- | ----- | ---- |
| Maria Huntington (en) | Résultat | 13 s 20 | 1,80 m | 12,49 m | 24 s 30 | 6,10 m | 42,91 m | 2 min 19 s 28 | 6 135 | 17e  |
| Maria Huntington (en) | Points   | 1 094   | 978    | 694     | 933     | 880    | 723     | 833           | 6 135 | 17e  |

### Badminton
| Athlète        | Compétition   | Phase de groupes             | Phase de groupes            | Phase de groupes | 1/8e de finale   | Quarts de finale | Demi-finales     | Finale           | Finale  |
| Athlète        | Compétition   | Adversaire Score             | Adversaire Score            | Rang             | Adversaire Score | Adversaire Score | Adversaire Score | Adversaire Score | Rang    |
| -------------- | ------------- | ---------------------------- | --------------------------- | ---------------- | ---------------- | ---------------- | ---------------- | ---------------- | ------- |
| Kalle Koljonen | Simple hommes | Wraber Victoire 21-13, 21-17 | Axelsen Défaite 9-21, 13-21 | 2e du gr. E      | Éliminé          | Éliminé          | Éliminé          | Éliminé          | Éliminé |

### Boxe
| Athlète       | Catégorie              | 1/16e de finale         | 1/8e de finale               | Quart de finale     | Demi-finale          | Finale              | Rang                                |
| Athlète       | Catégorie              | Adversaire Résultat     | Adversaire Résultat          | Adversaire Résultat | Adversaire Résultat  | Adversaire Résultat | Rang                                |
| ------------- | ---------------------- | ----------------------- | ---------------------------- | ------------------- | -------------------- | ------------------- | ----------------------------------- |
| Mira Potkonen | Légers femmes (-60 kg) | Hamadouche Victoire 3-1 | Oh Yeon-ji (en) Victoire 4-1 | Yıldız Victoire 3-1 | Ferreira Défaite 0-5 | Éliminée            | Médaille de bronze, Jeux olympiques |

### Équitation
| Athlète      | Cheval    | Compétition | Grand Prix | Grand Prix | Grand prix spécial | Grand prix spécial | Grand prix libre | Grand prix libre | Total   | Total   |
| Athlète      | Cheval    | Compétition | Score      | Rang       | Score              | Rang               | Technique        | Artistique       | Score   | Rang    |
| ------------ | --------- | ----------- | ---------- | ---------- | ------------------ | ------------------ | ---------------- | ---------------- | ------- | ------- |
| Henri Ruoste | Kontestro | Individuel  | 64,674     | 52e        | Non disputé        | Non disputé        | Éliminé          | Éliminé          | Éliminé | Éliminé |

### Golf
| Athlète              | Compétition       | Scores | Scores | Scores | Scores | Total    | Rang |
| Athlète              | Compétition       | Jour 1 | Jour 2 | Jour 3 | Jour 4 | Total    | Rang |
| -------------------- | ----------------- | ------ | ------ | ------ | ------ | -------- | ---- |
| Kalle Samooja (en)   | Épreuve masculine | 75     | 68     | 70     | 67     | 280 (-4) | 45e  |
| Sami Välimäki (en)   | Épreuve masculine | 70     | 70     | 68     | 67     | 275 (-9) | 27e  |
| Matilda Castren (en) | Épreuve féminine  | 68     | 70     | 68     | 70     | 276 (-8) | 18e  |
| Sanna Nuutinen (en)  | Épreuve féminine  | 70     | 68     | 69     | 70     | 277 (-7) | 20e  |

### Lutte
| Athlète                     | Compétition | Huitième de finale   | Quart de finale        | Demi-finale         | Repêchage                      | Finale 3e place Classement | Rang |
| Athlète                     | Compétition | Adversaire Résultat  | Adversaire Résultat    | Adversaire Résultat | Adversaire Résultat            | Adversaire Résultat        | Rang |
| --------------------------- | ----------- | -------------------- | ---------------------- | ------------------- | ------------------------------ | -------------------------- | ---- |
| Arvi Martin Savolainen (en) | 97 kg       | Rosillo Victoire 3-1 | Aleksanyan Défaite 1-5 | Non qualifié        | Dzhuzupbekov (en) Victoire 4-1 | Saravi Défaite 2-9         | 5e   |
| Elias Kuosmanen (en)        | 130 kg      | Kajaia Défaite 0-9   | Non qualifié           | Non qualifié        | Semenov Défaite 0-11           | Éliminé                    | 16e  |

### Natation
| Athlète               | Épreuve                   | Série        | Série | Demi-finale  | Demi-finale | Finale       | Finale                              |
| Athlète               | Épreuve                   | Temps        | Rang  | Temps        | Rang        | Temps        | Rang                                |
| --------------------- | ------------------------- | ------------ | ----- | ------------ | ----------- | ------------ | ----------------------------------- |
| Ari-Pekka Liukkonen   | 50 m nage libre masculin  | 22 s 25      | 26e   | Éliminé      | Éliminé     | Éliminé      | Éliminé                             |
| Ari-Pekka Liukkonen   | 100 m nage libre masculin | 50 s 48      | 46e   | Éliminé      | Éliminé     | Éliminé      | Éliminé                             |
| Matti Mattsson        | 100 m brasse masculin     | 1 min 0 s 02 | 21e   | Éliminé      | Éliminé     | Éliminé      | Éliminé                             |
| Matti Mattsson        | 200 m brasse masculin     | 2 min 8 s 44 | 3e    | 2 min 8 s 22 | 5e          | 2 min 7 s 13 | Médaille de bronze, Jeux olympiques |
| Ida Hulkko            | 100 m brasse féminin      | 1 min 6 s 19 | 7e    | 1 min 7 s 02 | 12e         | Éliminée     | Éliminée                            |
| Mimosa Jallow         | 100 m dos féminin         | 1 min 0 s 06 | 17e   | Éliminée     | Éliminée    | Éliminée     | Éliminée                            |
| Fanny Teijonsalo (en) | 50 m nage libre féminin   | 24 s 79      | 17e   | 24 s 91      | 15e         | Éliminée     | Éliminée                            |
| Fanny Teijonsalo (en) | 100 m nage libre féminin  | 54 s 69      | 23e   | Éliminée     | Éliminée    | Éliminée     | Éliminée                            |

### Skateboard
| Athlète        | Compétition | Rounds | Rounds | Finale   | Finale   |
| Athlète        | Compétition | Points | Rang   | Points   | Rang     |
| -------------- | ----------- | ------ | ------ | -------- | -------- |
| Lizzie Armanto | Femmes      | 30,01  | 14e    | Éliminée | Éliminée |

### Tir
| Athlète         | Compétition | Qualification | Qualification | Finale  | Finale  |
| Athlète         | Compétition | Points        | Rang          | Points  | Rang    |
| --------------- | ----------- | ------------- | ------------- | ------- | ------- |
| Eetu Kallioinen | Skeet,      | 123           | 3e            | 36      | 4e      |
| Lari Pesonen    | Skeet,      | 114           | 28e           | Éliminé | Éliminé |

| Athlète             | Compétition | Qualification | Qualification | Finale   | Finale   |
| Athlète             | Compétition | Points        | Rang          | Points   | Rang     |
| ------------------- | ----------- | ------------- | ------------- | -------- | -------- |
| Satu Mäkelä-Nummela | Trap,       | 113           | 24e           | Éliminée | Éliminée |

### Tir à l'arc
| Athlète        | Compétition        | Tour préliminaire | Tour préliminaire | 1er tour            | 2e tour          | 3e tour          | Quarts de finale | Demi-finale      | Finale / 3e place | Rang    |
| Athlète        | Compétition        | Score             | Rang              | Adversaire Score    | Adversaire Score | Adversaire Score | Adversaire Score | Adversaire Score | Adversaire Score  | Rang    |
| -------------- | ------------------ | ----------------- | ----------------- | ------------------- | ---------------- | ---------------- | ---------------- | ---------------- | ----------------- | ------- |
| Antti Vikström | Individuel hommes, | 649               | 45e               | Mohamad Défaite 5-6 | Éliminé          | Éliminé          | Éliminé          | Éliminé          | Éliminé           | Éliminé |

### Voile
| Athlète                       | Compétition         | Régate | Régate | Régate | Régate | Régate | Régate | Régate | Régate | Régate | Régate | Régate      | Régate      | Régate | Total net | Rang final |
| Athlète                       | Compétition         | 1      | 2      | 3      | 4      | 5      | 6      | 7      | 8      | 9      | 10     | 11          | 12          | CM     | Total net | Rang final |
| ----------------------------- | ------------------- | ------ | ------ | ------ | ------ | ------ | ------ | ------ | ------ | ------ | ------ | ----------- | ----------- | ------ | --------- | ---------- |
| Kaarle Tapper                 | Laser hommes        | 2      | 3      | 14     | 11     | 8      | 29     | 36     | 8      | 6      | 12     | Non disputé | Non disputé | 26     | 109       | 9e         |
| Tuula Tenkanen                | Laser Radial femmes | 9      | 6      | 14     | 33     | 5      | 3      | 6      | 3      | 32     | 9      | Non disputé | Non disputé | 8      | 95        | 5e         |
| Tuuli Petäjä                  | RS:X femmes         | 11     | 15     | 18     | 6      | 11     | 13     | 10     | 11     | 12     | 22     | 12          | 11          | EL     | 130       | 14e        |
| Akseli Keskinen Sinem Kurtbay | Nacra 17 mixte      | 16     | 9      | 19     | 13     | 14     | 9      | 18     | 8      | 12     | 11     | 9           | 12          | EL     | 131       | 13e        |